# Emil Heyse
Emil Julius Woldemar Heyse (* 5. Maijul. / 17. Mai 1875greg. in St. Petersburg; † 28. April 1949 in Gmunden) war ein deutscher Schauspieler bei Bühne und Film.

## Leben und Wirken
Heyse, ein Sohn des Industriellen und St. Petersburger Ehrenbürgers Ludwig Heyse und dessen Frau Wilhelmine, geb. Keller, erhielt vermutlich noch vor der Jahrhundertwende seine Schauspielausbildung. Zu Beginn des 20. Jahrhunderts war er an deutschen Provinzbühnen verpflichtet, darunter das Düsseldorfer Schauspielhaus unter der Leitung von Louise Dumont und die Städtischen Bühnen von Leipzig unter der Intendanz von Max Martersteig. Zu den Stücken, in denen Heyse in jener Zeit auftrat, zählen Frank Wedekinds Frühlings Erwachen, Henrik Ibsens Ein Volksfeind sowie Oscar Wildes Bunbury und Ein idealer Gatte.
In Berlin angekommen, begann Heyse mit Entstehung der Weimarer Republik auch zu filmen. Die folgenden zehn Jahre, bis zum Ende der Stummfilmzeit, war Emil Heyse mit einer Fülle von Nebenrollen – zumeist staatliche Würdenträger, Adelige und andere Respektspersonen – in Unterhaltungsproduktionen zu sehen. So spielte er einen Polizeichef in der Schauergeschichte Die Tophar-Mumie, den Graf Walewska in dem Historienstreifen Gräfin Walewska, den königlichen Leibarzt Dr. Hufeland in Königin Luise, den Marquis d’Argens in einem weiteren Monarchenproträt, Der alte Fritz. Er verkörperte aber auch einen Zirkusclown in dem Kriminaldrama Zirkus des Lebens und einen alten Knecht in der Heimatroman-Verfilmung Der Sohn der Hagar. 1924/25 hielt sich Heyse zu Theater- und Filmengagements in Wien auf. Mit dem frühen Tonfilm Der Andere, wo er einen Polizeikommissar verkörperte, endete Emil Heyses Filmtätigkeit. Spätere Theaterverpflichtungen sind nicht nachzuweisen. Er starb 1949 in seiner Wohnung in Gmunden.
Heyse war mit Lucy, geb. Reitzes, verheiratet. Er war ein Neffe des Schriftstellers Paul Heyse.

## Filmografie
- 1919: Störtebeker
- 1919: Der Rebell
- 1920: Die Augen der Welt
- 1920: Marionetten des Teufels
- 1920: Die Tophar-Mumie
- 1920: Gräfin Walewska
- 1921: Der Liebling der Frauen
- 1921: Der Mord in der Greenstreet
- 1921: Die Flucht aus dem goldenen Kerker
- 1921: Das Spiel mit dem Feuer
- 1921: Zirkus des Lebens
- 1922: Hanneles Himmelfahrt
- 1922: Das Spiel mit dem Weibe
- 1922: Der steinerne Reiter
- 1923: Bob und Mary
- 1923: Die Buddenbrooks
- 1923: Der Mann mit der eisernen Maske
- 1924: Kaddisch
- 1924: … die sich verkaufen
- 1924: Die Sklavenkönigin
- 1925: Frauen aus der Wiener Vorstadt
- 1925: Gräfin Mariza
- 1925: Der Mann ohne Schlaf
- 1926: Junges Blut
- 1926: Die drei Mannequins
- 1926: Sein großer Fall
- 1926: Der Sohn der Hagar
- 1927: Der Kampf des Donald Westhof
- 1927: Svengali
- 1927: Bigamie
- 1928: Der alte Fritz (2 Teile)
- 1928: Königin Luise, 2. Teil
- 1928: Die Sache mit Schorrsiegel
- 1928: Eine Frau von Format
- 1929: Diane
- 1929: Die weißen Rosen von Ravensberg
- 1929: Das Schiff der verlorenen Menschen
- 1930: Liebe im Ring
- 1930: Der Andere